# Uwajima

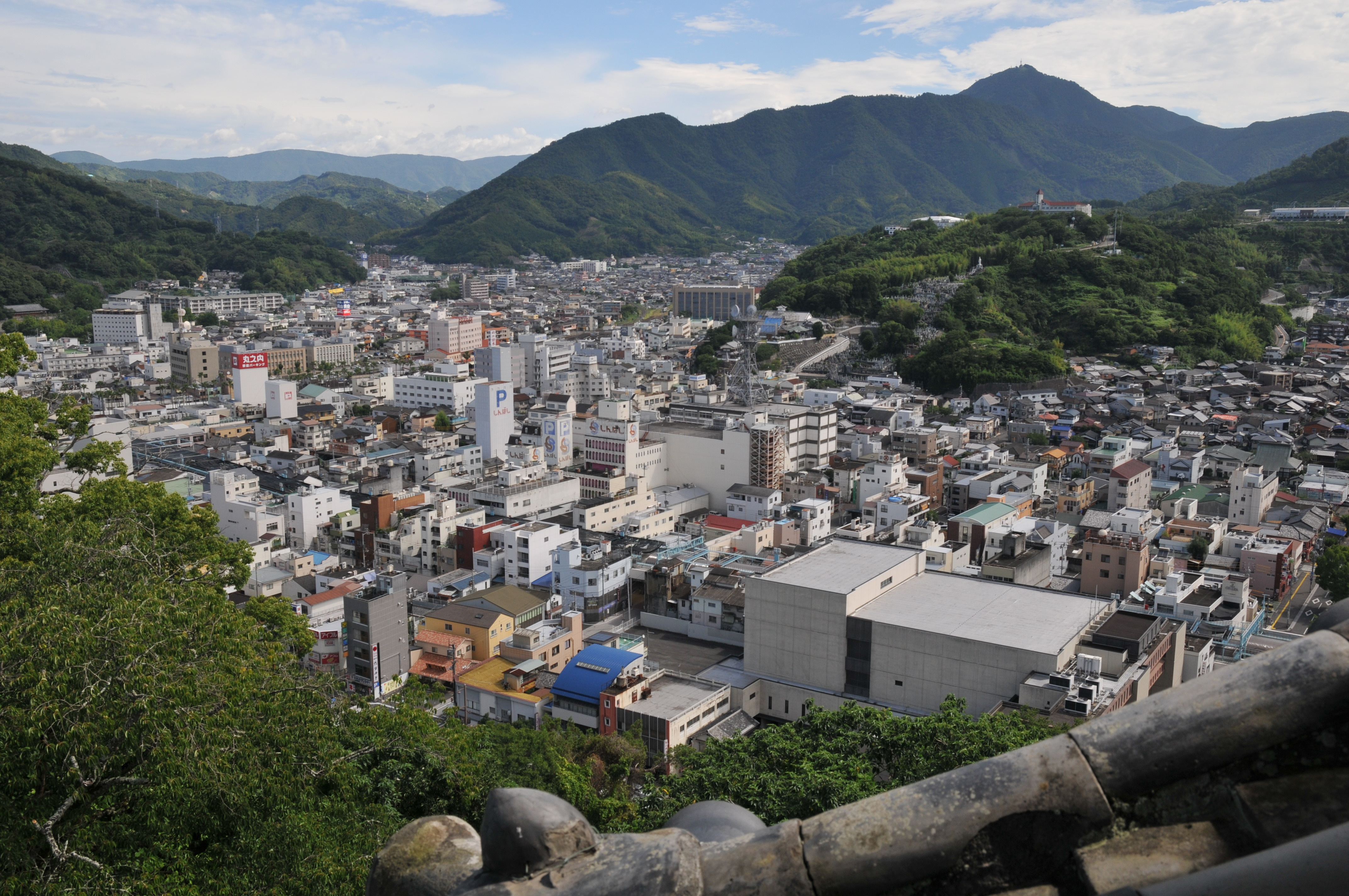
Uwajima

Uwajima (宇和島市 Uwajima-shi?) este un municipiu din Japonia, prefectura Ehime.